# 愛久澤直哉
愛久澤 直哉（あくざわ なおや、1866年（慶應2年） - 1940年（昭和15年）8月17日）は、明治後期から昭和10年代にかけての実業家。日本統治時代の台湾において農場経営ならびにマレー半島においてゴム園を経営していた三五公司（さんごこうし）の設立者であり経営者である。

## 台湾に渡るまでの経歴
愛媛県新居郡に生まれる。日本国有鉄道第4代総裁十河信二は、愛久澤の同郷の後輩である。1880年（明治13年）から1885年（明治18年）電信見習技手を務めた後、1891年（明治24年）第一高等中学卒業、1894年（明治27年）、東京帝国大学（政治科）卒業後、三菱合資会社庶務部に入社、1895年（明治28年）1月社船芙蓉丸他2船を陸軍省へ貸上をするにつき監督として乗船、1896年（明治29年）より御料佐渡鉱山買い受けの事務に携わる。1899年（明治32年）11月に依願退職した。同12月より、台湾総督府商工旧慣取調嘱託、参事官室勤務となる。

## 台湾総督府と愛久澤

### 幾那（きな）の木の種子をもちかえる
1900年（明治33年）8月25日付の台湾日日新報の記事によると、「●愛久澤直哉氏の印度行」と題して「同氏は此度香港、シンガポール、ジャワ、シャム、印度各地方の視察を命ぜられ諸種の準備を要するため本日発の便船にてひとまず上京し、それより各地巡視の途につくべしという。」とあり、その直後の記事には「●鈴木製薬所技師」と題して「同氏は愛久澤法学博士とともに各地方巡回のため本日上京すべしと」とある。翌年5月横浜を出発し、上述各地を巡視し、ジャワより「幾那の木」の種子をもちかえり、8月に台湾に帰り着いた。「幾那の木」からは当時マラリアの唯一の特効薬であったキニーネの原料となったからである。

### 臨時台湾旧慣調査会第2部部長職
次に台湾総督府職員録に掲出されている愛久澤直哉の名前は以下のとおりである。臨時台湾旧慣調査会第2部部長の肩書が目につく。
- 1902年（明治35年）臨時台湾旧慣調査会第2部部長[7]兼専売局製薬嘱託[8]。
- 1904年（明治37年）臨時台湾旧慣調査会第2部委員[9]兼専売局配属課未定[10]。
- 1905年（明治38年）臨時台湾旧慣調査会第2部部長[11]。
- 1906年（明治39年）臨時台湾旧慣調査会第2部部長[12]兼専売局配属課未定[13]。
- 1907年（明治40年）臨時台湾旧慣調査会第2部部長[14]
- 1908年（明治41年）臨時台湾旧慣調査会第2部部長[15]
- 1909年（明治42年）臨時台湾旧慣調査会第2部部長[16]
- 1910年（明治43年）臨時台湾旧慣調査会第2部部長[17]

臨時台湾旧慣調査会とは、台湾独自の法律を作るための台湾の旧慣習を調査する機関である。会長は民政長官であり、土地、親族、相続について調査する第1部と農商工について調査する第2部とがあった。「台湾私法」「清国行政法」「台湾蛮族習慣研究」という膨大かつ詳細な研究報告を残す第1部に対し、第2部は目立った成果をあげなかったというのが一般的な見方である。しかし、新聞記事によると「第2部は貿易その他全ての商慣習を調査するにあるも目下対岸に向かって貿易拡張の時期なれば、まず貿易事項より着手することとし法学博士愛久澤直哉氏主任として屡々対岸に出張し考究に怠りなし」とある。同時期第2部長である愛久澤が台湾の対岸である福建省廈門で三五公司を設立したことに注意する必要がある。愛久澤が「貿易拡張」のために「屡々対岸に出張し」ていたのは、将にこの三五公司の活動に関係する。

## 三五公司について

### 設立の背景
日本による台湾領有後1902年頃までは、台湾における武装抗日運動「犯」が対岸である中国福建省に逃げこむという状況が続いていた。総督府は、島内治安維持のため、さらには中国大陸南部地域への影響力をのばすため対岸とりわけ福建省廈門に注目していた。1900年（明治33年）の義和団事件に乗じて廈門に出兵し軍事的占拠も試みられた（廈門事件）。しかしこの試みは成功せず、事件後はもっぱら経済的側面による対岸政策を進めていく。いわゆる「対岸経営」である。
　総督府が、この「対岸経営」の実行機関として1902年（明治35年）福建省廈門にて設立させたのが、「三五公司」であり、その首脳者が愛久澤直哉である。鶴見祐輔は「後藤新平伝」において「（後藤新平の）台湾統治上の経済方面の最高顧問として縦横の機略をふるえる」と評している。三五公司の『三五』とは、その設立が明治35年であり、愛久澤が当時35歳であったことに因む。この三五公司は、表面上は日本と中国の合弁会社の形態をとるが、国家的色彩の強い機関であった。
愛久澤自身も、1908年（明治41年）後藤新平にあてた手紙において三五公司の設立趣旨について、以下のように語っている。「蓋シ清国ハ恐ルルニ足ラズトスルモ、支那民衆ノ経済吸集力ハ實ニ懼ルベキモノナルベク、之レヲ敵トスルト、之ヲ味方トスルトハ、邦家百年ノ計ニ於イテ得失最モ著大ナルモノアラムカ。三五公司ハ其ノ對岸経營ニ於テ、其ノ南洋施設ニ於テ、當ニ是ノ主義ニ原ヅキ行動シ、走馬鐙的政府ノ處理ヲ度外ニ置キ、固ク民族ノ咽喉ヲ扼シ、深ク其ノ肺肝ニ入ルニ於テハ、其事ノ大小ニ論ナク、又我政府ノ時々ニ孌更セラルル方略ノ如何ニ係ラズ、伸縮自在、邦家ノ爲メ得ル所在ルモ、決シテ損スル疑コトナキヲ疑ガワズ。故ニ年ト共ニ此ノ趣旨ノ實行ヲ擴大セント冀（こいねが）ヘリ。」廈門事件後の対岸経営はもっぱら経済面から行うというものであり、実際台湾総督府の対岸経営も愛久澤のこの認識に基づいて行われた。

### 三五公司の事業
前述鶴見祐輔「後藤新平伝」によると、三五公司の八大事業として以下の事業をあげている。
1. 福建省で産出される樟脳の専売事業
2. 広東省汕頭と潮州を結ぶ潮汕鉄道の経営
3. 星架坡殖林業務
4. 仏領東京採貝業務（トンキン湾のことと思われる）
5. 源成銀行
6. 東亜書院
7. 龍岩及び福建鉄路
8. 汕頭水道事業

### 樟脳専売事業と愛久澤
八大事業のうち樟脳専売事業は潮汕鉄道経営とならぶ二大事業の一つであった。樟脳は当時台湾の特産品であり、総督府の財政の維持に大きな役割を果たしていた。1901年（明治34年）上海在住の林朝棟（台中出身の台湾名望家）が清国の福建省当局から樟脳専売権を獲得しようとした。しかし資金を集めることに困難を来たした林は総督府に資金援助を求めた。当時の台湾総督児玉源太郎は、これを「天与の恵み」と考えた。福建省の樟脳独占専売による利益が得られるのみならず、台湾の樟脳原木資源の温存ができ、またそれにより樟木生産地である「蛮地」との緊張を緩和することができる。のみならず対岸における新たなコロニーの確保による日本の勢力拡大が期待されたからである。
そこで総督府は、林を排して愛久澤を樟脳専売の実行者として任命した。愛久澤は一豪商を装って、廈門にて「三五公司」の責任者として総督の事業を代行することになった。まず、愛久澤は林に対して設備の弁償金として2万円を支払い、林を福建省樟脳専売事業より切り離した上で、新設された「官脳局」の技師となった。
「官脳局」すなわち実質的には三五公司の樟脳の移出・輸出量は1907年（明治40年）には、約2700斤に上り、1901年の設立時のそれの17倍となり、ピークを迎えた。
しかしながら、総督府による福建省の樟脳の専売は列強各国の反発を招いた。清国政府にとっても「官脳局」は自己に何ら利益をもたらさない厄介者であったため、「官脳局」撤廃の要求が高まることになった。そのため1910年（明治43年）には三五公司による樟脳専売は中止せざるを得なくなった。

### 対岸経営からの撤退
三五公司の八大事業が順調に発達すれば満州における南満州鉄道のような植民会社となるはずであったが、総督府は三五公司に対して継続的な支持補助をしなかった。また、愛久澤に対する讒言が杉山茂丸によりなされた。これが児玉や民政局長後藤新平の愛久澤への信頼を揺るがせることになり、三五公司は八大事業すべてにおいて対岸からの撤退を余儀なくされた。愛久澤の三五公司も「国家的色彩の強い機関」から愛久澤の個人的私企業の変化していく。

## マレー半島におけるゴム農園の開設
「三五公司の八大事業」にもあるとおり三五公司はシンガポールにて植林事業を行っている。のちにマレー半島のゴム園となるものである。愛久澤がマレー半島のゴム園に目をつけたのは、1900年（明治33年）に台湾総督府からの嘱託によりインド、南洋に阿片原料の調査のために赴いたからであり、潮汕鉄道の敷設を通じて東南アジアの有力華僑と接近する機会に恵まれたからとの分析がある。1906年（明治39年）シンガポールの対岸ペンゲラン（Pengerang）においてゴム栽培農園を開始し、日本人による大規模ゴム農園経営の先駆をなした。この開設にあたっては岩崎久弥の資金援助を受けている。マレー半島におけるこのゴム栽培農園は、三五公司ゴム園として、その後ペンゲランからバトパハ（Batu Pahat）、クライプッサールに拡大し、農園の総面積4万エーカー（うちゴム栽培面積3万4000エーカー）に拡大した。

## 源成・南隆農場の開設
対岸からの撤退後、愛久澤は、1909年（明治42年）台中州北斗郡二林庄において官有予約開墾許可地と隣接民有地を買収し、日本人小作移民を収容して小作制大農場を経営するため、三五公司源成農場を設立した。日本人小作人の収容を目的としたのは、官有予約開墾地の払下げにあたって「日本からの植民を受け入れること」という厳格な要件が付与されていたからである。そのため同農場の開設にあたっては、手厚い保護がされていた。にもかかわらず、日本人小作移民の離散が早くから始まった。
同じく1909年（明治42年）には、高雄州旗山郡にある吉祥庄等に官有予約開墾地と隣接民有地を買収して、三五公司南隆農場を開設した。前述源成農場から離れた日本人小作移民を再度この南隆農場に収容したが、これも成功しなかった。この後両農場とも客家系台湾人を収容して小作制大規模農場が経営された。

## エピソード―ライバルのゴム園計画を頓挫させる―
台湾銀行頭取に中川小十郎が就任していた時代すなわち1920年（大正9年）から1925年（大正14年）に起きたエピソードである。マレー半島のセバンタナメラに華僑の一成功者が経営する8万エーカーにのぼる南洋最大のゴム園があった。これをこの華僑の知人の小笠原三九郎が手に入れることを企画した。しかしこの計画に反対したのが愛久澤直哉である。小笠原の評伝は以下のように云う。「南洋の大部分のゴム栽培業者は、直接間接にこの三五公司の世話になっていない者はないというほどだったので、愛久澤の一挙手一投足は、南洋ゴム園界の意向を決定づける力をもっていた。愛久沢は、小笠原のセバンタメラのゴム園買収計画を知って、自分のゴム園の何倍もあるゴム園が出現することははなはだ面白くないというつまらぬ感情から、小笠原の計画に反対してきたのであった。《中略》（愛久澤は）南方発展の先駆者ではあったが、器宇の狭いところがあり、台湾銀行に小笠原のセバンタメラのゴム園買収を断念せしめるよう執拗にせまった。」小笠原も、中川台銀頭取に再考を求めたが、結局買収を断念した。小笠原にとっては、「日本人の南方発展のために決意して、しかも、日本人側の反対のため実現できなかった最大の恨事であった」とのことである。

## マレー半島のゴム園のその後
昭和初期の三五公司ゴム園群は、金子光晴が南洋を放浪した時期の紀行文である「マレー蘭印紀行」にも登場する。金子は、三五公司ゴム栽培第一園や第二園の日本人クラブに宿泊もしている。その中に（三五公司）創業以来山暮らしというA氏が金子に語る場面もある。それによると「三五公司は、ゴム投資のユニバーシチといわれています。ゴム園経営者は、大概、三五公司出身といっていいですからな。三五公司は、はじめペンゲランを開墾しましたが、痩地なので、ここ（ジョホール州スリメダン）と、センブロンに主力をそそぐことになりました。センブロンが第一園、ここが第二園、ペンゲランが第三園となっています」という姿が見て取れる1933年（昭和8年）12月に愛久澤は岩崎との共同出資により、イギリス会社法にのっとり「コンソリデーテッド三五公司リミテッド」を開設したので、三五公司ゴム園群も同社の下経営されることになる。
愛久澤は、1940年（昭和15年）8月75歳で病死したが、愛久澤の友人であった岩崎が愛久澤の遺業を引き受け、同年三五公司を自己が経営する東山農事会社の傘下に入れた。しかし、この事業も1945年（昭和20年）の日本の敗戦によりその一切を失うことになる。

## 愛久澤直哉の関係者
- 愛久澤ソノヲ　直哉の妻。1940年（昭和15年）1月20日死去[28]。
- 愛久澤文　直哉の親族。ソノヲならびに直哉の死亡広告において「女」として記載されている[28][2]。合資会社三五公司源成農場社員[29]。台湾拓殖株式会社株主。ちなみに台湾拓殖株式会社の1939年9月末現在で見る大株主は、台湾総督（300,000株）を筆頭に、大日本製糖（18,000株）、明治製糖（18,000株）、台湾製糖（18,000株）、三井合名（12,000株）、三菱社（12,000株）に次いで愛久澤文（12,000株）となっている[30]。
- 愛久澤備　不詳。合資会社三五公司源成農場社員[29]。